# Mona Barrie
Mona Barrie, nata Mona Barlee Smith (Londra, 18 dicembre 1909 – Los Angeles, 27 giugno 1964), è stata un'attrice inglese.

## Biografia
Nata a Londra, crebbe in Australia, dove esordì come ballerina all'età di sedici anni. Nel 1933 emigrò a New York e prese parte negli anni seguenti a numerosi film, adottando il nome d'arte di Mona Barrie. La sua carriera nel mondo del cinema durò circa venti anni, durante i quali apparve in oltre 50 film. Parallelamente lavorò molto anche a teatro, debuttando a Broadway nel 1937.
Morì nel 1964 in California all'età di 54 anni. 
Il suo nome è inserito nella Hollywood walk of fame.

## Riconoscimenti
Per il suo contributo all'industria cinematografica, le venne assegnata una stella sulla Hollywood Walk of Fame al 6140 di Hollywood Blvd.

## Filmografia parziale

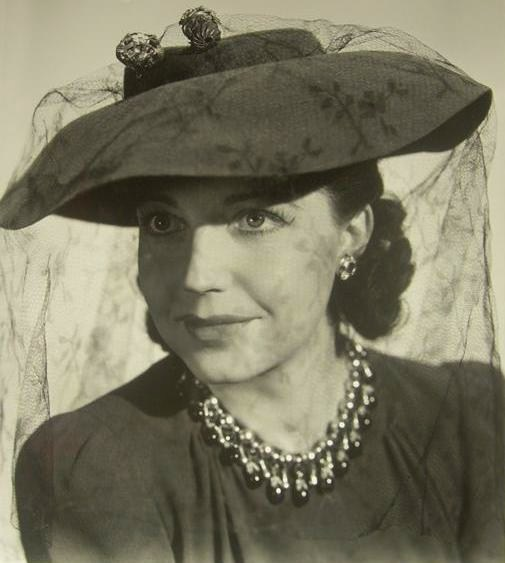
Nel film Murder Among Friends

- Joanna (Carolina), regia di Henry King (1934)
- Una notte d'amore (One Night of Love), regia di Victor Schertzinger (1934)
- Il nemico invisibile (Charlie Chan in London), regia di Eugene Forde (1934)
- La donna del mistero (Mystery Woman), regia di Eugene Forde (1935)
- Tempesta sulle Ande (Storm Over the Andes), regia di Christy Cabanne (1935)
- Messaggio segreto (A Message to Garcia), regia di George Marshall (1936)
- Amore in corsa (Love on the Run), regia di W. S. Van Dyke (1936)
- Here Comes Trouble, regia di Lewis Seiler (1936)
- Incontro a Parigi (I Met Him in Paris), regia di Wesley Ruggles (1937)
- Questa donna è mia (I Take This Woman), regia di W.S. Van Dyke (1940)
- La signora dai capelli rossi (Lady with Red Hair), regia di Curtis Bernhardt (1940)
- Quando le signore si incontrano (When Ladies Meet), regia di Robert Z. Leonard (1941)
- Murder Among Friends, regia di Ray McCarey (1941)
- Ellery Queen and the Murder Ring, regia di James P. Hogan (1941)
- Stella nel cielo (Syncopation), regia di William Dieterle (1942)
- Avventura al Cairo (Cairo), regia di W.S. Van Dyke (1942)
- Storm Over Lisbon, regia di George Sherman (1944)
- Il caso Foster (Just Before Dawn), regia di William Castle (1946)
- The Devil's Mask, regia di Henry Levin (1946)
- Il giudice Timberlane (Cass Timberlane), regia di George Sidney (1947)
- Strano fascino (Strange Fascination), regia di Hugo Haas (1952)